# Allison Fisher
Pour les articles homonymes, voir Fisher.
Allison Fisher, née le 24 février 1968 à Cheshunt (Angleterre), est une joueuse de billard britannique. Une des meilleures joueuses à son niveau, elle est surnommée « Duchess of Doom ».

## Biographie
Née le 24 février 1968 à Cheshunt, Allison Fisher grandit près de Londres. À l'âge de sept ans, elle s'intéresse au snooker après avoir vu le jeu de billard à la télévision. Au début de son adolescence, elle rejoint une ligue et commence à s'entraîner sous la direction de l'entraîneur Frank Callan. Elle remporte un titre national à l'âge de 15 ans et, en 1985, le premier de ses championnats professionnels mondiaux de snooker.
Allison Fisher s'installe aux États-Unis en 1995. Elle passe du snooker au nine-ball (en) et rejoint le circuit de la Women's Professional Billiard Association (en) (WPBA), dont elle devient rapidement l'une des principales joueuses. Elle se classe neuvième lors de son premier tournoi, mais remporte deux des trois suivants et, l'année suivante, on ne peut plus l'arrêter. De septembre 1996 à juin 2001, Allison Fisher occupe la première place du classement des joueuses de la WPBA - un séjour sans précédent au sommet. Bien que Karen Corr, d'Irlande du Nord, ait dépassé Allison Fisher dans le classement de la WPBA en 2001, Allison Fisher rebondit avec de bonnes saisons pour reprendre la première place chaque année de 2002 à 2007. Elle est nommée Joueuse de l'année par Billiard's Digest et Billiards Magazine chaque année de 1996 à 2000, et à nouveau de 2002 à 2007.
En juin 2009, le Billiard Congress of America (BCA) annoncé qu'Allison Fisher serait intronisée au Billiard Congress of America Hall of Fame (en). À cette époque, elle accumule un record de 53 titres du circuit WPBA, 12 titres de championne du monde de snooker et 3 titres de championne du monde du nine-ball. Elle détient également le record de victoires consécutives en tournoi (huit en 1996-1997). En plus de son programme de tournois exigeant, Allison Fisher participe à des spectacles et donne des cours de billard à l'école qu'elle cofonde, l'Allison's World Champion Academy, à Charlotte, en Caroline du Nord.

## Palmarès sur le circuit féminin de snooker
| Légende | Catégorie                      | Titres                         | Finales                        |
|         | Tournois classés               | 65                             | 12                             |
|         | Tournois non classés           | 0                              | 0                              |
|         | Tournois en équipes            | 4                              | 0                              |
| Gras    | Tournois de la triple couronne | Tournois de la triple couronne | Tournois de la triple couronne |

### Titres
| Année | Nom du tournoi                                             | Lieu            | Finaliste                      | Score |
| 1983  | Championnat du sud                                         | Bournemouth     | Vicky Lee                      | 3-1   |
| 1983  | Open Young’s Formal Wear                                   |                 | Mandy Fisher                   | 3-0   |
| 1983  | Classique Lord King                                        | Kettering       | Sue Foster                     | 3-1   |
| 1984  | Classique 147                                              |                 | Georgina Aplin                 | 4-1   |
| 1985  | Tournoi Pontins                                            | Prestatyn       | Angela Jones                   | 3-0   |
| 1985  | Championnat du Royaume-Uni                                 | Leicester       | Caroline Walch                 | 3-0   |
| 1985  | Championnat Benskins – Jack Minashi                        | Watford         | Caroline Walch                 | 3-0   |
| 1985  | Classique Herald                                           | Hemel Hempstead | Angela Jones                   | 3-1   |
| 1985  | Open de l'est                                              | Chelmsford      | Madeleine Jung                 | 3-0   |
| 1985  | Championnat du monde                                       | Solihull        | Stacey Hillyard                | 5-1   |
| 1985  | Open de Feltham                                            |                 | Mandy Fisher                   | 3-0   |
| 1986  | Championnat du Royaume-Uni (2)                             | Leicester       | Stacey Hillyard                | 4-2   |
| 1986  | Championnat de l'est                                       | Chelmsford      | Ann-Marie Farren               | 3-2   |
| 1986  | Championnat du monde (2)                                   | Solihull        | Sue Lemaich                    | 5-0   |
| 1986  | Classique Herald (2)                                       | Hemel Hempstead | Angela Jones                   | 3-0   |
| 1987  | Championnat du Royaume-Uni (3)                             | Leicester       | Mandy Fisher                   | 5-1   |
| 1987  | Championnat du sud de l'Angleterre                         | Bournemouth     | Mandy Fisher                   | 3-1   |
| 1987  | Championnat de l'ouest de l'Angleterre                     |                 | Angela Jones                   | 3-0   |
| 1987  | Championnat du sud-est                                     |                 | Angela Jones                   | 3-1   |
| 1988  | Classique Breaks                                           | Coventry        | Stacey Hillyard                | 3-0   |
| 1988  | Championnat du Royaume-Uni (4)                             | Leicester       | Stacey Hillyard                | 5-2   |
| 1988  | Classique Executive                                        |                 | Stacey Hillyard                | 3-2   |
| 1988  | Tournoi Pontins (2)                                        | Prestatyn       | Ann-Marie Farren               | 4-1   |
| 1988  | Championnat de l'est (2)                                   | Chelmsford      | Karen Corr                     | 3-0   |
| 1988  | Championnat d'Est-Anglie                                   | Huntingdon      | Stacey Hillyard                | 3-2   |
| 1988  | Championnat national                                       | Solihull        | Stacey Hillyard                | 4-3   |
| 1988  | Championnat du monde (3)                                   | Brixham         | Ann-Marie Farren               | 6-1   |
| 1989  | Classique Workwise                                         | Downham         | Stacey Hillyard                | 3-1   |
| 1989  | Classique de Connaught                                     | Worthing        | Stacey Hillyard                | 3-1   |
| 1989  | Championnat national (2)                                   |                 | Stacey Hillyard                | 4-3   |
| 1989  | Classique Metro Rod                                        | Nuneaton        | Karen Corr                     | 3-1   |
| 1989  | Championnat Riley                                          |                 | Stacey Hillyard                | 3-2   |
| 1989  | Classique du nord                                          | Leeds           | Tessa Davidson                 | 4-0   |
| 1989  | Open de Grande-Bretagne                                    |                 | Karen Corr                     | 3-1   |
| 1989  | Championnat du monde (4)                                   | Brixham         | Ann-Marie Farren               | 6-5   |
| 1990  | Classique de la côte sud                                   | Worthing        | Stacey Hillyard                | 3-1   |
| 1990  | Championnat du Royaume-Uni (5)                             | Leicester       | Stacey Hillyard                | 5-0   |
| 1990  | Classique du nord (2)                                      | Lytham St Annes | Stacey Hillyard                | 5-4   |
| 1991  | Masters mondiaux par équipes (avec Stacey Hillyard)        | Birmingham      | Karen Corr Ann-Matrie Farren   | 5-2   |
| 1991  | Masters mondiaux par équipes mixtes (avec Steve Davis)     | Birmingham      | Jimmy White Caroline Walch     | 6-3   |
| 1991  | Championnat du monde par équipes mixtes (avec Steve Davis) |                 | Stephen Hendry Stacey Hillyard | 5-4   |
| 1991  | Classique Édouardien                                       | Billericay      | Karen Corr                     | 3-1   |
| 1991  | Classique Saffron                                          |                 | Stacey Hillyard                | 3-2   |
| 1991  | Classique de Savoie                                        | Snodland        | Stacey Hillyard                | 3-0   |
| 1991  | Clampionnat John Smith's Notts                             |                 | Stacey Hillyard                | 4-0   |
| 1991  | Championnat du nord                                        | Sheffield       | Stacey Hillyard                | 3-0   |
| 1991  | Open de Grande-Bretagne (2)                                | Leigh-on-Sea    | Karen Corr                     | 3-1   |
| 1991  | Championnat du monde (5)                                   | Londres         | Karen Corr                     | 8-2   |
| 1992  | Masters d'Europe                                           |                 | Stacey Hillyard                | 6-5   |
| 1992  | Classique Édouardien (2)                                   |                 | Stacey Hillyard                | 3-0   |
| 1992  | Classique Saffron (2)                                      |                 | Stacey Hillyard                | 3-0   |
| 1992  | Tournoi Pontins (3)                                        | Prestatyn       | Ann-Marie Farren               | 3-1   |
| 1992  | Classique du Groupe Merlin                                 | Spalding        | Karen Corr                     | 3-1   |
| 1992  | Trophée Connie Gough                                       | Luton           | Kim Shaw                       | 3-2   |
| 1992  | Open d'Allemagne                                           |                 | Sarah Dickson                  | 6-0   |
| 1992  | Open de Grande-Bretagne (3)                                | Prestatyn       | Karen Corr                     | 4-0   |
| 1993  | Championnat du monde par équipes mixtes (avec Steve Davis) |                 | Stephen Hendry Stacey Hillyard |       |
| 1993  | Classique du Nouveau Berkshire                             |                 | Stacey Hillyard                | 3-1   |
| 1993  | Championnat du monde (6)                                   | Blackpool       | Stacey Hillyard                | 9-3   |
| 1993  | Open de Grande-Bretagne (4)                                | Prestatyn       | Karen Corr                     | 3-1   |
| 1994  | Classique du tapis vert                                    | Cirencester     | Karen Corr                     | 3-2   |
| 1994  | Championnat du monde (7)                                   | New Delhi       | Stacey Hillyard                | 7-3   |
| 1994  | Classique de Llanelli                                      | Llanelli        | Stacey Hillyard                | 4-2   |
| 1994  | Classique de Haverhill                                     | Haverhill       | Kelly Fisher                   | 3-0   |
| 1994  | Classique du Nouveau Berkshire (2)                         |                 | Kim Shaw                       | 3-0   |
| 1994  | Masters d'Écosse                                           | Stirling        | Kelly Fisher                   | 4-0   |
| 1995  | Championnat du Royaume-Uni (6)                             | Prestatyn       | Karen Corr                     | 4-1   |
| 1995  | Classique Bailey Homes                                     | Llanelli        | Karen Corr                     | 4-1   |
| 1995  | Open du pays de Galles                                     | Newport         | Kim Shaw                       | 4-1   |

### Finales perdues
| Année | Nom du tournoi              | Lieu           | Vainqueur         | Score |
| 1983  | Compétition Garrett Lane    |                | Maureen Baynton   | 0-3   |
| 1988  | Classique Hellerman Deutsch | East Grinstead | Ann-Marie Farren  | 2-3   |
| 1989  | Open Dunnings Mill          |                | Stacey Hillyard   | 2-3   |
| 1990  | Classique de Bourne         | Bourne         | Stacey Hillyard   | 1-3   |
| 1990  | Classique Barking           |                | Karen Corr        | 2-3   |
| 1991  | Classique de la côte sud    | Worthing       | Stacey Hillyard   | 2-3   |
| 1991  | Open du pays de Galles      | Llanelli       | Stacey Hillyard   | 1-3   |
| 1991  | Masters d'Écosse            | Stirling       | Lynette Horsburgh | 2-4   |
| 1991  | Classique de Romford        | Romford        | Stacey Hillyard   | 2-3   |
| 1992  | Classique General Portfolio | Aylesbury      | Ann-Marie Farren  | 1-3   |
| 1994  | Championnat national        | Londres        | Karen Corr        | 0-4   |
| 1994  | Classique de Halstead       | Halstead       | Karen Corr        | 2-3   |

## Palmarès au pool (nine ball)
Allison Fisher remporte la médaille d'or lors des Jeux mondiaux de 2009 à Kaohsiung.